# Петровка (Московская область)
Петровка — деревня в Клинском районе Московской области в составе Воронинского сельского поселения. Население — 2 чел. (2010). До 2006 года Петровка входила в состав Воронинского сельского округа.
Деревня расположена в северной части района, примерно в 20 км к северо-востоку от райцентра (Клин), у истоков безымянного ручья бассейна реки Сестры, высота центра над уровнем моря 151 м. Ближайшие населённые пункты — Анненка на западе и Доршево с Бутырками — на юго-западе.

## Население
| 2002 | 2006 | 2010 |
| ---- | ---- | ---- |
| 1    | →1   | ↗2   |